# Heliophanus iranus
Heliophanus iranus là một loài nhện trong họ Salticidae. Loài này thuộc chi Heliophanus. Heliophanus iranus được Wanda Wesołowska miêu tả năm 1986 và sống ở Iran.